# Timmy Simons
Timmy Simons (født 11 December 1976) er en belgisk fodboldspiller der spiller for Club Brugge i den belgiske liga. Han spiller som defensiv midtbanespiller, Han er kendt for sin utrættelige arbejdsmoral og straffesparksevne, Han har scoret på 48 straffespark og brændt 5 i 2012, Han var både kaptajn i Club Brugge og PSV Eindhoven, og vandt den belgiske guldsko i 2002.
I sommeren 2005 besluttede han at skifte fra Club Brugge til PSV Eindhoven I 2005-2006 sæsonen var han vicekaptajn, Efter Philip Cocu forlod PSV blev han så anfører i 2006-2007 sæsonen. Han blev en nøglespiller i PSV og var meget populær blandt fansene. Han fik nummer 6 efter Mark van Bommel forlod klubben. Han skiftede så til 1. FC Nürnberg I sommeren 2010 og blev fast spiller på førsteholdet Han spillede alle 103 kampe i tre sæsoner. I sommeren 2013 tog han så tilbage til Club Brugge hvor han skrev en to årig kontrakt.
Han er den med andenflest kampe på det belgiske landshold efter Jan Ceulemans.